# 물리적 영역의 인과적 폐쇄성
물리적 영역의 인과적 폐쇄성(物理的領域-因果的閉鎖性, Causal closure of physics)이란 「어떤 물리현상도 물리현상 외에는 일체의 원인을 가지지 않는다」는 경험칙이다. 간단히 물리적 폐쇄성(physical closure), 물리적인 폐쇄(Closed under physics)라고도 불린다. 심리철학이라는 철학 중 한 분과로, 마음의 인과작용(Causal efficacy of mind, 이 세계에서 의식이나 감각질이 가지는 인과적인 능력, 즉 어떠한 것의 원인이 될 수 있는 능력, 다시 말해 의식이나 감각질이 모든 현상의 인과연쇄를 말미암는 위치)에 대하여 의논할 때에, 주로 물리주의의 입장에서 이원론에 대한 반론으로서 제시된다.

## 인과적 폐쇄성이란
물리적 영역의 인과적 폐쇄성이란 「물리현상의 원인으로서는 물리현상만을 고려하면 충분하므로, 그 이외의 요소에 대해서는 고려할 필요가 없다」고 바꿔말할 수도 있다. 이를테면, 물리적 영역의 인과적 폐쇄성이 「명백하게 무너져 있는 세계」의 일례를 소개해보면, 예를 들어 다음과 같은 세계이다.
- 평소에는 물리법칙에 따라서 일이 담담히 나아간다. 그러나, 때때로 신이 개입하여 기적을 일으킨다.

때때로 일어나는 「기적」은 물리법칙 이외의 현상(신의 개입)을 원인으로 하기 때문에, 이와 같은 시계에서는 물리적 영역의 인과적 폐쇄성은 성립하지 않는다. 물리적인 것이 엄밀한 의미로 인과적으로 닫혀 있는 것인가, 라는 점에 대해서는 철학 상에서는 아직 많은 논점이 존재한다. 양자역햑에서 확률과정의 문제부터, 인과(흄의 철학)나 시간(존 맥타가르트)이라고 불리는 것의 실재성에 대한 문제에 이르기까지, 그 범위는 다방면에 걸친다.
그렇다고는 해도, 현대의 과학으로는 물리적 영역의 인과적 폐쇄성은 기본적인 전제로 깔려 있으며, 이와 같은 폐쇄성의 문제가 의논되는 일은 드물다.
그러던 도중, 인과적 폐쇄성의 개념에 대하여 의논하고 있는 것은 주로 철학의 한 영역인 심리철학에서이다. 이 이유는 다음과 같은 문제, 이를테면 「심적인 것은 물리적인 것에 대하여 영향을 줄 수 있을까」라는 의문을 논하려고 하면, 반드시 물리적 영역의 인과적 폐쇄성의 이야기가 떠오르기 때문이다.

## 역사
데카르트로 대표되는 실체이원론에 있어서는, 물적인 것과 심적인 것이라는 본질적으로 다른 두 종류의 것이 이 세상에 존재한다고 여겼다. 그리고 이 양자(兩者)는 어떠한 형태로 상호작용한다고 여겨졌다. 그러나 뉴턴으로 시작된 기계론적인 세계관은, 많은 사람들 사이에 물리현상은 인과적으로 닫혀 있음이 틀림 없다, 라는 사고방식을 넓혀, 이것이 수반현상설을 낳는 포석이 되었다.
그 후, 기계론적인 관점은 행성이나 낙체와 같은 일부의 물질에만 그치지 않고, 자연현상 일반에 넓게 그 적용범위를 넓혀간다. 특히 20세기 후반즈음부터 급속하게 발전한 신경과학의 막대한 발견의축적으로부터, 뇌에 이르러도 역시 그 현상을 원자나 분자의 기계적인 거동의 결과로서 설명할 수 있다는 것이 뚜렷해졌다. 이로 인해 심적인 성질로 이해되고 있던 다양한 인간의 행동(운동, 발언, 표정, 판단 따위)도 물리적인 영역의 현상으로서 뇌의 물질적인 요소에서 설명된다는 것이 일반적으로 되어, 인간을 일종의 자동기계(오토마톤)로 인식하는 사고방식이 뿌리내리게 되었다.
그러나 그 후 심적인 성질 속에, 현상적 의식, 감각질 등 여러 주관적인 체험에 대해서는 물리영역에 단순히 환원하는 것이 어렵지는 않은가, 라는 문제가 심리철학의 연구자들을 중심으로 수많이 제출되게 된다. 인과적 폐쇄성의 개념은 이러한 심리철학의 분야에서, 의식이나 감각질의 자연계에서 자리잡은 의론, 『물리현상은 그것만으로 인과적으로 닫혀 있는 듯이 보이지만, 그렇다면 의식이나 감각질이 존재의의는 무엇인가』라는 의론이 이루어질 때 등장하는 개념이다.

### 마음의 인과적 폐쇄
물리적 영역의 인과적 폐쇄성을 전제로 한 상태에서, 현상의식이나 감각질의 위상을 살필 경우, 가장 간단한 해답으로 수반현상설이 귀결한다.
수반현상설에서는 의식이나 감각질이라는 주관적 체험은 물리현상에 대하여 무언가의 인과작용도 빚지 않는다고 여겨진다. 즉 주관적 체험이 물리현상의 원인이 되는 일은 없다는 것이다. 이 입장에서 보면 주관적 체험의 위치는 닫힌 물리적 영역에 대하여 어중간한 꼴이 된다. 그러하기 때문에 수반현상설에서의 심적인 것은, 물리현상에 좌지우지될 뿐인 부속물이라는 의미로, 「커절 댕글러」(Causal dangler; 因果的提燈）라고 불리는 일도 있다.
그러나 현상의식이나 감각질을, 물리상태에 무슨 인과작용도 일어키지 않는 수반현상으로 자리매김하면, 그때부터는 일종의 역설을 불러일으킨다. 그것은 현상의식이나 감각질에 관하여 뇌가 다루고 있는 판단이나 보고에는 현상의식이나 감각질 자체는 인과적으로 일체 관련되어 있지 않다는 것이 된다는 문제가 있다. 이 문제는 인과적 배제문제(Causal exclusion problem) 또는 현상판단의 역설(Paradox of phenomenal judgement) 따위로 불린다.

## 참고 문헌
- Jaegwon Kim "Mind in a Physical World", MIT Press (1998)
  - 김재권 지음 / 하종호 옮김 『물리계 안에서의 마음』 철학과현실사 1999년 ISBN 9788977752603
- Jaegwon Kim "Epiphenominal and Supervenient Causation" Midwest Studies in Philosophy 9 (1984)
  - 방역(邦譯) 김재권 지음 / 가나스기 다케시 옮김 「随伴的かつ付随的な因果」(수반적이나 부수적인 인과) 『シリーズ心の哲学 ３ 翻訳篇』(시리즈 심리철학3 번역편) 제1장 17-49p 게이소쇼보, 2004년 ISBN 4-326-19926-1
- 노부하라 유키히로 著 『意識の哲学 - クオリア序説』(의식의 철학 - 퀄리어 서설) 「第一章 意識のハードプロブレム」(제1장 의식의 하드 프라블럼) 「2：二元論の困惑」(2: 이원론 곤혹) 12 - 20쪽 이와나미 서점, 2002년 ISBN 4-00-026588-1
- 존 설 지음 『MiND 心の哲学』(MiND 심리철학)「第一章 心の哲学が抱える十二の問題」(제1장 심리철학이 품는 12가지 문제)「10：心的因果と随伴現象説」(10: 심적 인과와 수반현상설) 아사히출판사 49-50쪽 2006년 ISBN 4-255-00325-4
- E. J. Lowe "Causal Closure Principles and Emergentism" Philosophy (2000), 75, pp.571-585 Cambridge University Press 온라인 카피
- 야마구치 쇼 『クオリアの哲学と知識論証─メアリーが知ったこと』(퀄리어의 철학과 지식 논증─메어리가 알게 된 일) 슌주샤, 2012년 ISBN 978-4-393-32335-9
- 오타 마사코 『心のありか―心身問題の哲学入門』(마음이 있는 곳―심신문제의 철학입문) 게이소쇼보 ISBN 978-4-326-15409-8
- 오타 마사코 「性質としての心の因果性」(PDF) お茶の水女子大学 人間文化創成科学論叢 10(2008) pp.153-160
- 가이타 다이스케 『因果的排除問題と性質の因果説』[깨진 링크(과거 내용 찾기)](인과적 배제문제와 성질의 인과설) 교토대학문학부 과학철학과학사연구 2006년 5월
- Sydney Shoemaker "Sydney Shoemaker, Physical Realization." (2009), 13: 158-162 Oxford Univ Press ISBN 9780199214396
- 시바타 마사요시 『因果的閉包性と行為の自由：幻想としての自由意思』(인과적 폐쇄성과 행위의 자유: 환상으로서의 자유의사) 다마가와대학 뇌과학연구소 뇌과학리터러시부문 제4회 연구회 발표자료 2008년 10월
- 시바타 마사요시 『物理主義と心的因果の問題を理解するために』(물리주의와 심적 인과의 문제를 이해하기 위하여) 사상思想(사상) No.982 (2003년 2월호) pp.4-15 이와나미 서점
- 스즈키 타카유키 「書評 ジェグォン・キム『物理世界のなかの心--心身問題と心的因果』」[깨진 링크(과거 내용 찾기)](「서평 김재권 『물리세계 속의 마음─심신문제와 심적인과』」) 科学哲学(학술잡지 과학철학) 40(2), 93-96, (2007)
- 나카하타 마사시 『因果的世界における心の位置』[깨진 링크(과거 내용 찾기)](인과적 세계에서 마음의 위치) 哲学(학술잡지 철학) Vol.1996, No.47 (1996) pp.55-73
- 미노 다다시(美濃正) 外 『ワークショップ：心的因果の可能性をめぐって―キムの所説を中心に―』[깨진 링크(과거 내용 찾기)](워크숍: 심적 인과의 가능성을 찾아서―김재권의 주장을 중심으로―) 응용철학회(応用哲学会) 제1회 연구대회 2009년 4월

## 같이 보기
- 인과율
- 수반현상설
- 부수성
- 감각질
- 오토마타 이론
- 자유의지
- 결정론
- 라플라스의 도깨비
- 틈새의 신